# The Head (sèrie de televisió de 1994)
The Head és una sèrie de televisió animada per a adults de ciència-ficció nord-americana creada per Eric Fogel per a MTV. Es va originar com una minisèrie de ciència-ficció que es va emetre sota l'etiqueta MTV's Oddities entre 1994 i 1996, i va ser seguida per The Maxx. La sèrie es va publicar en DVD el 15 de desembre de 2009.

## Argument
Creat pel creador de Celebrity Deathmatch Eric Fogel, The Head és la història de Jim, un estudiant d'escola de comerç a Nova York que es desperta un matí i descobreix que el seu crani s'ha engrandit fins a proporcions mamuts. Una setmana més tard, esclata en Roy, un petit extraterrestre morat amb un estrany sentit de l'humor que s'ha instal·lat al cap de Jim. En Roy necessitava un lloc on allotjar-se per adaptar-se a l'entorn de la Terra mentre estava en una missió per salvar el món d'un alienígena afamat de poder anomenat Gork.
Roy explica que hi ha dues races d'extraterrestres simbiòtics: la seva, que és mutualística; i la de Gork, que és paràsita. Ajudant a Jim i en Roy són la xicota de Jim, la Madeline; el seu metge personal, el doctor Richard Axel; i un grup d' "anomalies humanes". El grup està format per Ray, un paisatgista que té una fulla de tallagespa allotjada al crani; Mona, una bella jove amb cua curta; Ivan, un rus que té la boca al pit; La Raquel, que té un nas enorme i unes dents de corral que li donen un aspecte lleugerament de rata; Earl, que té una peixera a la boca; Chin, un antic intèrpret de freak show de la Xina; i el molestament normal cap del grup, Shane Blackman.
Un aspecte notable va ser que va ser el primer paper d'actuació de veu per a John DiMaggio.

## Personatges
- Jim: un estudiant de l'escola de comerç que semblava ser un joe mitjà abans que Roy entrés al seu cap. Estava enamorat de Madeline, a qui va descriure com la noia més bonica de la seva classe de soldadura per arc, però va trigar una estona a controlar els nervis fins i tot preguntar-li el seu nom. Des que en Roy va començar a relacionar-se amb ell, la confiança i la imatge de si mateix de Jim han crescut i s'ha convertit en un heroi valent i de pensament ràpid.
- Roy: un extraterrestre morat de l'espai exterior. Roy és el seu sobrenom, però el seu veritable nom només es pot pronunciar en un idioma alienígena que sona sospitosament com l'anglès invers, interpretat al revés, "Sóc de l'espai exterior". A causa d'un atac d'una raça d'extraterrestres paràsits, la seva espècie és poca. En Roy vol salvar la Terra d'un destí encara pitjor. Per fer-ho, ha de tornar a muntar la seva màquina anti-invasió, que es va trencar accidentalment en cinc peces i es va dispersar pel món durant la seva entrada a l'atmosfera terrestre. Roy té poders telepàtics, que pot utilitzar per comunicar-se amb Jim des de lluny i tenir visions clarividents.
- Dr. Richard Axel: el metge de Jim, un especialista en cap. Abans que Jim s'assabentés d'en Roy, el doctor Axel li va fer una radiografia del cap i només va trobar una massa negra. Va instar a Jim a continuar amb els seus nomenaments, cosa que Jim es va negar a fer. Poc després, el doctor Axel va ser segrestat pel doctor Elliot i els seus agents imbècils. Jim el va rescatar i va acceptar ajudar en Jim i en Roy a muntar la màquina anti-invasió.
- Madeline – La xicota de Jim. Al principi, ella és només el seu amor. És una dona fidel que admet el seu amor a Jim molt aviat en la relació. Ella ve al seu apartament per sopar la nit que Jim es va assabentar d'en Roy, i allí va ser atacada per Gork. En Gork va entrar al seu cap, fent que creixés fins a la mida de Jim. Gork va ser finalment obligat a sortir del cap de Madeline per Jim. Jim i Gork es van barallar durant uns minuts abans que el doctor Elliot arribés i s'apoderava de Gork. Després, el cap de la Madeline va tornar a la mida normal i va decidir ajudar en Jim i en Roy.
- Gork: un membre de la malvada raça alienígena que va destruir el planeta de Roy i ara vol menjar-se el cervell de tots els humans de la Terra. Parla alternativament amb tres veus diferents. Una veu sona molt semblant a l'anglès al revés i aparentment és la seva llengua materna -una és molt sinistra i, òbviament, és la seva, parlant anglès americà- i la tercera sona com un humà amb un accent britànic de West-London. La tercera veu s'utilitzava habitualment per persuadir el doctor Elliot (que hauria estat menys propens a ser calmat per una veu alienígena sinistra). Els poders especials de Gork inclouen la capacitat de controlar la ment que ha habitat, la telequinesi, i la capacitat d'emetre energia dolorosa del seu cap.
- Dr. Lucas Elliot: membre d'una agència governamental sense nom. És molt paranoic i creu fermament en l'existència d'extraterrestres, Sasquatch, i altres llegendes urbanes descabellades. Per això, va ser una de les principals figures del ridícul a l'institut on s'ensenyava. Sembla que Gork és el motiu d'això. Quan era nen, el doctor Elliot va veure en Gork habitar i matar un granger. L'única raó per la qual en Gork va deixar viure Elliot és perquè era massa jove i, per tant, la seva ment no estava prou avançada per ser "habitada". El Dr. Elliot sempre viatja amb dos agents del govern que, resulta que estan enamorats l'un de l'altre.
- Shane Blackman: dirigeix un grup de suport del qual forma part Jim. Blackman és un conegut de la Madeline. A través del grup de suport de Blackman, Jim acaba coneixent un grup d'amics anormals que l'ajuden al llarg de les seves aventures.

## Emissió
Després de l'emissió de les 13 entregues inicials de quinze minuts, MTV's Oddities va començar a emetre una altra sèrie, titulada The Maxx. Quan The Maxx s'havia acabat d'emetre, The Head va tornar amb un resum de quinze minuts de la temporada 1 (The Pasquale Mendoza Show) i una nova temporada d'episodis de trenta minuts, però el focus sovint es va desplaçar de Jim i Roy a les altres "anomalies humanes" amb què s'havien fet amics. La segona temporada no tenia l'estructura de la història serialitzada i cada episodi va començar amb una seqüència d'obertura secundària (després dels crèdits d'Oddities) que presentava els personatges/premissa. Poc després que la segona temporada s'acabés d'emetre, The Head (juntament amb "MTV's Oddities") va desaparèixer de les ones.
Les reposicions de la sèrie es van veure breument a MTV2 l'agost de 2009.

## Episodis
La primera temporada segueix els esforços de Jim i Roy per evitar que la raça de Gork infecti la gent de la Terra. La segona temporada se centra en les aventures posteriors del grup de suport Human Anomaly.
| Temporada | Temporada | Episodis | Episodis | Dates d’emissió        | Dates d’emissió     |
| Temporada | Temporada | Episodis | Episodis | Primera emissió        | Última emissió      |
| --------- | --------- | -------- | -------- | ---------------------- | ------------------- |
|           | 1         | 13       | 13       | 19 de desembre de 1994 | 30 de gener de 1995 |
|           | 2         | 8        | 8        | 6 de febrer de 1996    | 12 de març de 1996  |

### Temporada 1 (1994–95)
La primera temporada va consistir en 13 capítols serialitzats empaquetats en 7 episodis de mitja hora. El final de temporada va concloure originalment amb una vista prèvia ampliada de la següent sèrie "Oddities", The Maxx.
| Núm. total | Núm. de la temporada | Títol             | Data d'emissió original |
| --- | -------------------- | ----------------- | ----------------------- |
| 1 | 1                    | «The Head"»       | 19 de desembre de 1994  |
| Jim va a veure el Dr. Axel, que no pot donar cap explicació de per què li ha crescut el cap. De camí a casa, en Roy li surt del cap i lluita contra un grup de pinxos. |                      |                   |                         |
| 2 | 2                    | «The Date»        | 19 de desembre de 1994  |
| Roy convenç en Jim de no cancel·lar la seva cita amb la Madeline. Malauradament, en Gork s'estavella i la posseeix. Mentrestant, el doctor Elliot segresta un dels pinxos que es van enredar amb en Roy. |                      |                   |                         |
| 3 | 3                    | «The Mission»     | 26 de desembre de 1994  |
| En Roy li diu a Jim que tenia una peça de tecnologia que pot aturar la invasió dels paràsits, però que es va dispersar en cinc peces quan va entrar a l'atmosfera de la Terra. Mentrestant, el doctor Elliot segresta el doctor Axel i, mentre l'interroga, parla de la seva trobada infantil amb un extraterrestre paràsit.                                                                            |                      |                   |                         |
| 4 | 4                    | «The First Piece» | 26 de desembre de 1994  |
| Mentre en Jim assisteix a la seva primera reunió d'anomalies humanes, en Roy es dirigeix a Liberty Island per recuperar una part del seu dispositiu. Els turistes inicialment confonen en Roy amb una California Raisin, però l'escena es torna lletja quan s'adonen que és un extraterrestre. Jim recluta el grup de suport per rescatar-lo, i les notícies arriben ràpidament al doctor Elliot.       |                      |                   |                         |
| 5 | 5                    | «The Museum»      | 2 de gener de 1995      |
| El Museu d'Història Natural es posa en contacte amb el Dr. Elliot sobre un meteorit inusual que va entrar en la seva possessió, que conté una pedra preciosa del dispositiu de Roy. Un captiu Dr. Axel intenta advertir a Jim que està en perill, Madeline recupera breument el control de la seva ment i Jim i Roy finalment tenen un enfrontament amb el Dr. Elliot, els seus agents i Gork al museu. |                      |                   |                         |
| 6 | 6                    | «Jim's Plan»      | 2 de gener de 1995      |
| En Jim recluta les Anomalies Humanes per rescatar el Dr. Axel. Finalment, salven la vida d'en Roy i alliberen a Madeline de les urpes de Gork. |                      |                   |                         |
| 7 | 7                    | «The Jungle»      | 9 de gener de 1995      |
| Jim, Roy i Madelyn es dirigeixen a la selva tropical per recuperar una altra peça de la màquina anti-invasió, però es troben perseguits per caçadors de caps nadius. Mentrestant, Gork intenta convèncer el doctor Elliot que ell és el bon noi. |                      |                   |                         |
| 8 | 8                    | «Hillbilly Town»  | 9 de gener de 1995      |
| Jim i Roy van a una rasa poc profunda per recuperar la clau, que s'ha encastat en una pedra. Mentrestant, els agents Marshall i Smithee van a l'Antàrtida per recuperar l'orb. |                      |                   |                         |
| 9 | 9                    | «Rebellion"»      | 16 de gener de 1995     |
| Després de l'experiència propera a la mort de Smithee, Marshall suggereix que es dirigeixin a la seva cabana al costat del llac. Roy i Jim aviat segueixen per recuperar l'orbe, i en Gork convenç el doctor Elliot que és una arma destructiva que cal destruir. |                      |                   |                         |
| 10 | 10                   | «Mona's Secret»   | 16 de gener de 1995     |
| El Dr. Elliot té un espia al grup de suport d'anomalies humanes. En Roy li demana a la Mona una cita i descobreix per què és membre del grup. |                      |                   |                         |
| 11 | 11                   | «Nite Raid»       | 23 de gener de 1995     |
| El Dr. Elliot ha segrestat en Roy i no pot esbrinar quin alienígena és el malvat. El cap d'en Jim torna a la mida normal, deixant fora de joc el seu equilibri. Els amics de Jim es reuneixen per rescatar en Roy. |                      |                   |                         |
| 12 | 12                   | «Rescue»          | 23 de gener de 1995     |
| Jim i els seus amics irrompen a l'edifici de l'FBI per rescatar en Roy. |                      |                   |                         |
| 13 | 13                   | «The Invasion»    | 30 de gener de 1995     |
| Els Gork comencen a fer-se càrrec dels caps dels terrícoles, així que depèn de Jim i Roy aturar la invasió. |                      |                   |                         |

### Temporada 2 (1996)
| Núm. total | Núm. de la temporada | Títol                       | Data d'emissió original |
| --- | -------------------- | --------------------------- | ----------------------- |
| 14 | 1                    | «The Pasquale Mendoza Show» | 6 de febrer de 1996     |
| Jim i els seus amics apareixen en un programa de tertúlies per resumir els esdeveniments de la primera temporada. Durant l'espectacle, Marshall li proposa una proposta a Smithee i Gork hi entra de manera inesperada.                                                 |                      |                             |                         |
| 15 | 2                    | «The Rise and Fall of Jim»  | 6 de febrer de 1996     |
| Jim ven la seva ànima al diable per fer-se famós. Nota: Aquest és el primer episodi de 30 minuts de la sèrie. |                      |                             |                         |
| 16 | 3                    | «Inside the Head»           | 6 de febrer de 1996     |
| Una mirada entre bastidors de la creació de la sèrie. Nota: Aquest segment originalment va acabar amb l'estrena de la temporada d'una hora. En reposicions de 30 minuts, es va maridar amb "The Pasquale Mendoza Show". S'ha omès als llançaments de DVD i Prime Video. |                      |                             |                         |
| 17 | 4                    | «Return of the Spider»      | 13 de febrer de 1996    |
| Jim i Roy acompanyen Chin a la Xina, on és segrestat, hipnotitzat i obligat a lluitar com l'Aranya. |                      |                             |                         |
| 18 | 5                    | «The Taste of Romance»      | 20 de febrer de 1996    |
| En Ray es posa gelós quan la Raquel s'enamora de Claude, que està lligat al germà siamès Jean Francois. Malauradament, els bessons són en realitat extraterrestres que tenen plans sinistres per al seu nou amant.                                                      |                      |                             |                         |
| 18 | 6                    | «Legend of the Blues»       | 27 de febrer de 1996    |
| Jim, Roy, Ivan, Ray i el doctor Axel van a una excursió de pesca i es troben amb un vell malvat que amaga un secret sobre el llegendari peix blau que esperaven agafar.                                                                                                 |                      |                             |                         |
| 20 | 7                    | «The Bad Seed»              | 5 de març de 1996       |
| Mark arriba a la terra, arrossegant el seu germà Roy i Jim a problemes amb una altra raça d'extraterrestres. |                      |                             |                         |
| 21 | 8                    | «Rats»                      | 12 de març de 1996      |
| Madeline aconsegueix una feina en una obra de construcció que està plagada de rates gegants. |                      |                             |                         |

## Mitjans domèstics
Els primers 13 episodis es van publicar en VHS sota el títol The Head Saves the Earth. Els fragments de les emissions originals es van deixar fora de la versió del vídeo per mantenir el temps d'execució inferior a dues hores. La segona temporada no es va publicar mai en VHS.
La "sèrie completa" va ser llançada en DVD el 15 de desembre de 2009, a través d'Amazon.com mitjançant el seu programa de fabricació sota demanda de CreateSpace. No hi ha extres. Aquest llançament omet la seqüència de crèdits inicials de MTV's Oddities, "Inside The Head", i la vista prèvia ampliada de The Maxx que va seguir a "The Invasion". Posteriorment, la sèrie es va posar a la venda a Prime Video i el DVD es va suspendre.

## Altres mitjans

### Novel·la gràfica
El 1996, Pocket Books va publicar una novel·la gràfica de 96 pàgines titulada The Head: A Legend Is Born, que es basava en un episodi no produït.La coberta es desplega per revelar un gran pop-up de Roy dins del seu cap.
La història té lloc després dels esdeveniments de la temporada 2. Roy i Jim s'han separat, però es retroben per salvar en Mark, el germà petit d'en Roy, que ha enviat una trucada de socors des d'una nau a l'espai exterior. Mentrestant, la Madeline és segrestada per Gork, i el doctor Elliot fa el seu retorn triomfal per causar estralls a la Terra amb l'ajuda dels seus "fills". Neix el fill de Jim i Madeline, i l'anomenen "Mark".

### Targetes comercials
L'espectacle va aparèixer al conjunt de cromos de Fleer de 1995 "MTV Animation" al costat de "'Beavis and Butt-Head, The Brothers Grunt i The Maxx. Les targetes incloïen resums dels episodis de la primera temporada, biografies dels personatges (amb informació que no es revela al programa) i personatges també apareixien a les targetes especials d'holograma, trencaclosques i embalatges.

### Videojoc cancel·lat
Es planejava una versió de l'espectacle per a videojoc i s'anava a llançar tant per a Super Nintendo Entertainment System com per a Sega Genesis el febrer de 1995, però es va cancel·lar molt aviat en el desenvolupament. No obstant això, el codi font de la versió de Genesis es va descobrir el maig de 2014.